# قوات الدفاع الذاتي المتحدة الكولومبية
قوات الدفاع الذاتي المتحدة الكولومبية كانت جماعة شبه عسكرية كولومبية يمينية متطرفة وتنشط في تهريب المخدرات، وكانت محاربًا نشطًا في النزاع المسلح الكولومبي خلال الفترة من 1997 إلى 2006. كانت قوات الدفاع الذاتي مسؤولة عن أعمال انتقامية ضد القوات المسلحة الثورية لكولومبيا وتنظيم جيش التحرير الوطني الشيوعي بالإضافة إلى العديد من الهجمات ضد المدنيين التي بدأت في عام 1997 مع مذبحة مابريبان.
تعود جذور الميليشيا إلى ثمانينيات القرن الماضي عندما تم إنشاء الميليشيات من قبل تجار المخدرات لمكافحة عمليات الخطف والابتزاز التي يمارسها المتمردين الشيوعيين. في أبريل 1997 تم تشكيل قوات الدفاع الذاتي من خلال اندماج نظمته منظمة فلاحون مدافعون عن أنفسهم في قرطبة وأورابا لميليشيات يمينية محلية، تهدف كل منها إلى حماية المصالح الاقتصادية والاجتماعية والسياسية المحلية المختلفة من خلال محاربة المتمردين اليساريين في مناطقهم.
يُعتقد أن للتنظيم صلات ببعض القادة العسكريين المحليين في القوات المسلحة الكولومبية. وفقًا لـ هيومن رايتس ووتش فإن الجماعات شبه العسكرية والقوات المسلحة لكولومبيا تشتركان في علاقة وثيقة جدًا، ونتيجة لذلك يُنظر إلى الجماعات شبه العسكرية أيضًا على أنها امتداد يُطلق عليه بشكل أكثر شيوعًا الفرقة السادسة للقوات المسلحة الكولومبية التي تضم خمس فرق رسمية.
كان لدى قوات الدفاع الذاتي حوالي 20.000 عضو وتم تمويلها بشكل كبير من خلال تجارة المخدرات ومن خلال الدعم من ملاك الأراضي المحليين ومربي الماشية وشركات التعدين أو البترول والسياسيين.
تم اتهام الجيش الكولومبي بتفويض القوات شبه العسكرية التابعة لقوات الدفاع الذاتي بمهمة قتل الفلاحين وزعماء النقابات العمالية، من بين آخرين يشتبه في دعمهم لحركات التمرد، وقامت قوات الدفاع الذاتي علنًا وبشكل صريح باستفراد "الناشطين السياسيين والنقابيين من اليسار المتطرف" "كأهداف مشروعة. لم يتم إثبات الروابط القوية مع الحكومة الكولومبية. تم تصنيف قوات الدفاع الذاتي كمنظمة إرهابية من قبل العديد من الدول والمنظمات، بما في ذلك الولايات المتحدة وكندا والاتحاد الأوروبي.
تم تسريح الجزء الأكبر من قوات الدفاع الذاتي بحلول أوائل عام 2006، وتم تسليم قيادتها العليا السابقة إلى الولايات المتحدة في عام 2008. ومع ذلك لا يزال الخلفاء المحليون مثل النسور السوداء موجودين وتم توجيه تهديدات بالقتل باستخدام اسمها. في 8 مايو 2008 تلقى موظفو محطة إذاعية مجتمعية رسالة مفادها: «من أجل رفاهك أنت وأحبائك، لا تتدخل في مواضيع لا تهم المحطة الإذاعية». بعد أيام قليلة تم طبع الرسائل من قوات الدفاع الذاتي على واجهة مكتبهم. جاء هذا التهديد بسبب مشاركتهم في اجتماع عام حضره أعضاء لجنة حقوق الإنسان بالكونغرس في 27 سبتمبر 2007. هنا شجب أفراد من الجمهور انتهاكات حقوق الإنسان التي ارتكبتها أطراف مختلفة في النزاع المسلح في مقاطعة أراوكا، بما في ذلك قوات الدفاع الذاتي.